# Teologie náhrady
Teologie náhrady neboli substituční teologie je teologický koncept, podle něhož měla křesťanská církev nahradit v Božích plánech Izrael. Podle tohoto konceptu je církev nejen dědicem izraelských tradic, ale je též považována za nový či pravý Izrael.
Toto učení pochází z dob rané církve, objevuje se již od počátku 2. století n. l. – např. v kázání Melitóna ze Sard jsou židé otevřeně obviňování z bohovraždy. Tyto a podobné výpady přispívaly k posilování antisemitismu zvláště v tzv. křesťanských zemích. Dnes je v převážné většině tato teologie odmítána a nahrazována tzv. teologií setkání mezi syny Abrahámovými podle krve a na základě víry. O historický odklon katolické církve od tradice Adversus Judaeos (Proti Židům) se zasadil především papež Jan XXIII. a po jeho smrti byl tento odklon v roce 1965 i kodifikován, a to v deklaraci Nostra aetate.
Teologie náhrady však přesto i nadále zůstává součástí věrouky některých křesťanských církví a náboženských společností. Např. Náboženská společnost Svědkové Jehovovi učí, že biblická proroctví o obnově Izraele se nevztahují na přirozené Židy, ale na duchovní Izrael složený z tzv. „pomazaných křesťanů“. Podobně Církev adventistů sedmého dne učí, že smrt Ježíše Krista na kříži „znamenal konec poslání Izraele“ a „na jejich místo Bůh ustanovil jiný národ, církev, která na světě dále plnila jeho poslání“. V jakési latentní podobě je však teologie náhrady často udržována i v církvích, které se od ní otevřeně distancovaly či distancují, a to v podobě nejrůznějších názorů jako například, že církev „se už nerozděluje na Židy a pohany“, přičemž se má na mysli to, že Žid, který uvěří v Ježíše Krista, již není povinen „žít podle otcovských zvyků“.